# Deudorix dinochares
Deudorix dinochares är en fjärilsart som beskrevs av Grose-smith 1887. Deudorix dinochares ingår i släktet Deudorix och familjen juvelvingar. Inga underarter finns listade i Catalogue of Life.

## Bildgalleri

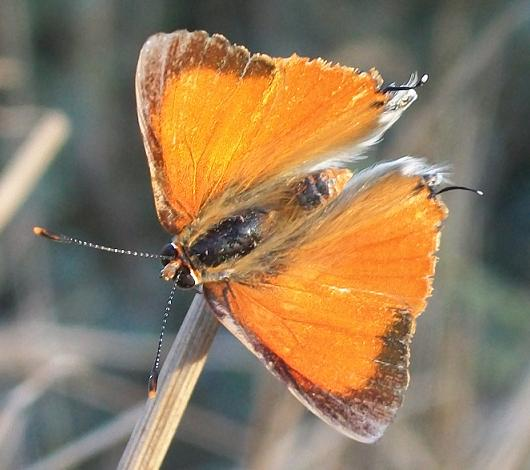
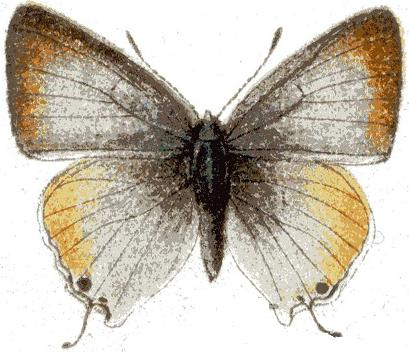
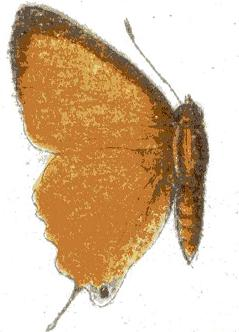
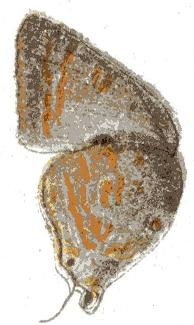
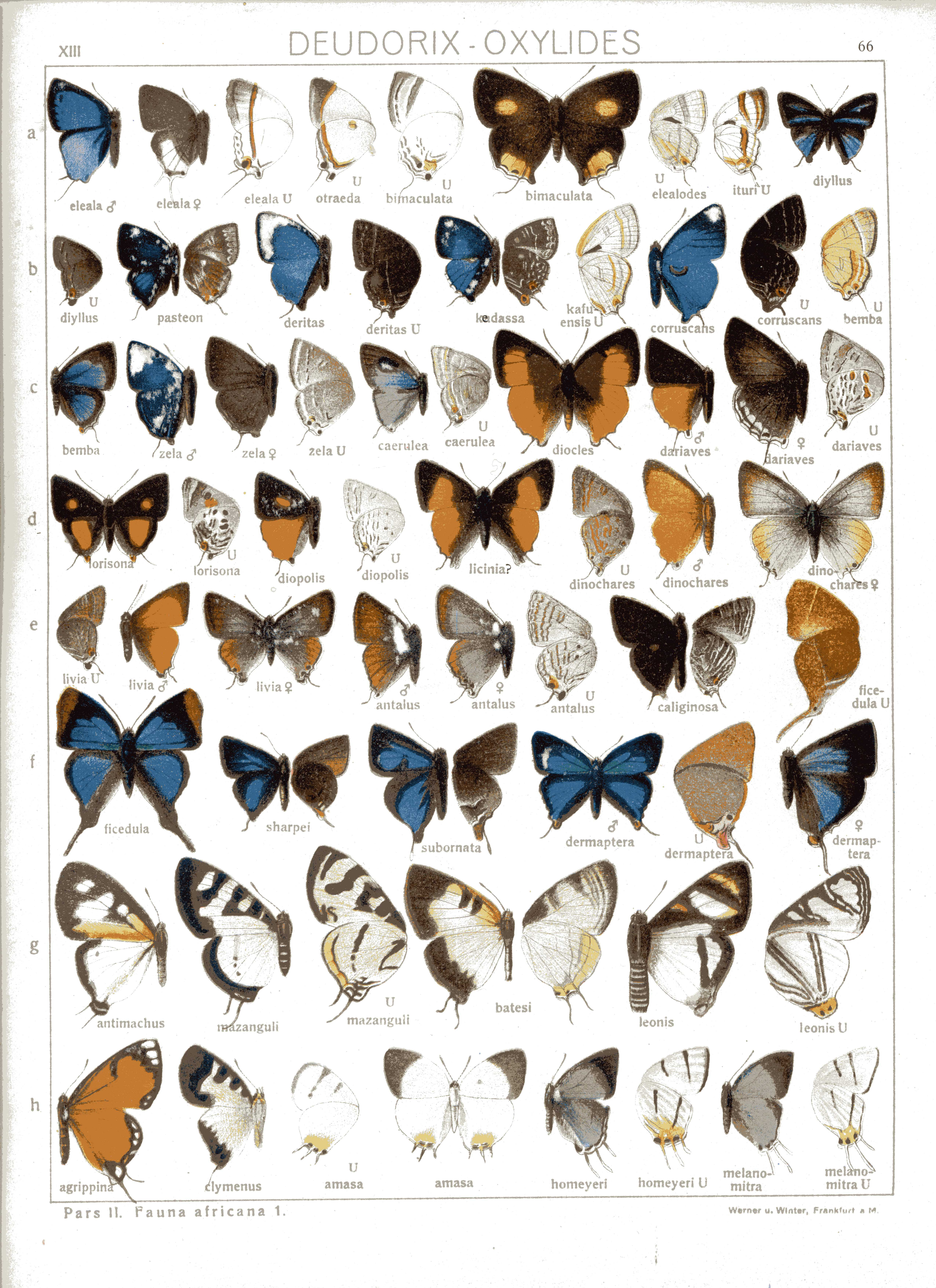